# 氣候變化對水循環的影響

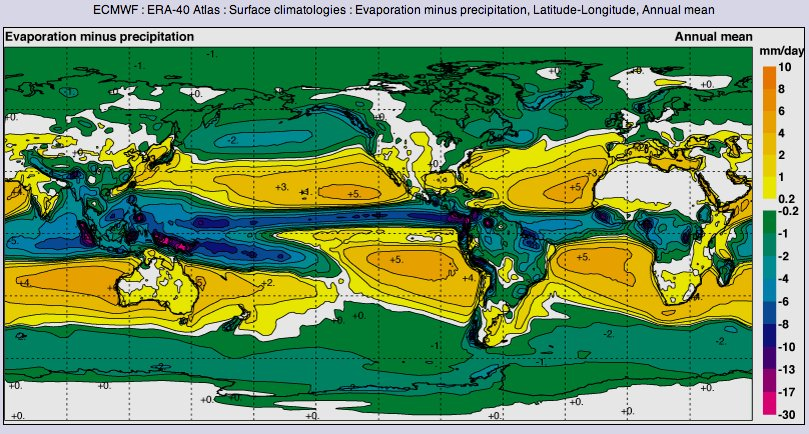
每年平均的降雨扣除蒸發（以P-E表示）結果圖示。環繞赤道周圍（熱帶）降雨旺盛，而亞熱帶則是蒸發旺盛。

氣候變化對水循環的影響（英語：Effects of climate change on the water cycle）很深遠，被描述會對水循環（也稱水文循環）產生“強化”（或是整體的“加強”）效果。:1079這種現象至少從1980起就被觀察到。:1079其中一例是加劇的強降水事件。這情況對淡水資源可用性，以及海洋、冰蓋、大氣和陸地表面等儲水的所在產生重要連鎖反應。水循環對地球上的生命非常重要，對氣候和洋流發揮重要作用。有多種原因讓地球變暖，導致水循環隨之發生變化。例如較暖的大氣中含有更多的水氣，而會影響蒸發和降水。海洋可吸收93%來自太陽的熱量，也發揮重要的作用。自1971年以來海洋熱含量即在增加，對海洋本身和循環產生重大影響。
水循環加劇的根本原因是大氣中溫室氣體增加，這類氣體通過溫室效應導致大氣變暖。物理學顯示當氣溫上升1°C 時，大氣中的蒸汽壓會增加7%（參見克勞修斯-克拉伯龍方程）。
水循環的強度及其隨時間的變化引起人們極大興趣，尤其是它跟隨氣候變化而發生。整個水文循環的本質是一邊在蒸發水分，另一邊在降水。特別是當海洋上蒸發量超過該處的降水量，讓多餘的水分經大氣輸送到蒸發量少，而降水量大的陸地上。降水經逕流攜帶進入溪水及河流，再排入海洋，完成一套循環。 水循環是地球能量循環中的關鍵部分，通過地表蒸發冷卻作用和讓大氣潛熱，大氣系統在把熱量向上移動的作用中有重要的功能。
如果有水，額外的熱量大多會將其蒸發，如同在海洋上所發生者，溫度則會因無水分蒸發而上升。水的可用性加上大氣的持水能力會隨溫度升高而等比增加，這表示水在海洋和熱帶地區可發揮重要作用，但在大陸和極地的作用會少得多，而成為導致北極和陸地溫度升高的主要原因。
水循環所具有的特徵，有可能會導致循環發生突然變化。:1148但目前的看法是這種突然變化在21世紀發生的可能性很低。:72

## 成因

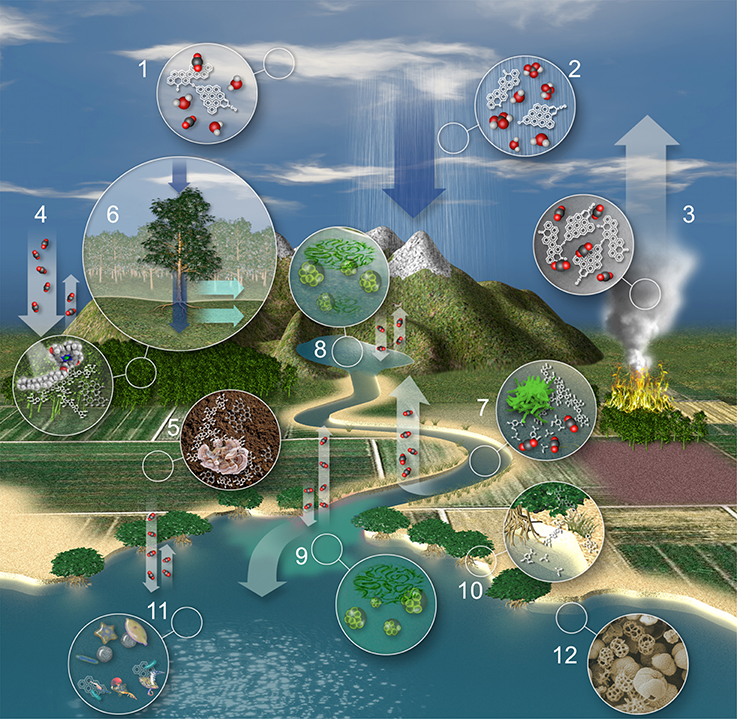
碳所移動之處會引發水相隨

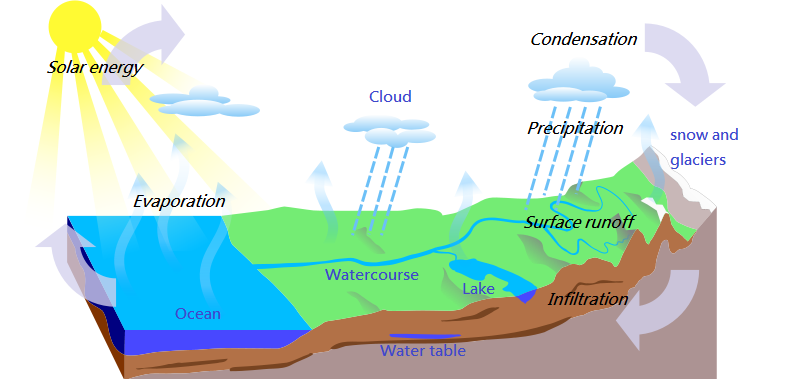
水循環示意圖

全球變暖導致整體水循環發生變化。首先是大氣中的蒸氣壓會增加，導致降水模式中的頻率和強度發生變化，以及地下水和土壤濕度發生變化。這些變化的加總通常被稱為水循環的“強化和加速”作用。:xvii而如乾旱和洪水、熱帶氣旋、冰河和積雪以及極端天氣的重大現象也會受到影響。
大氣中溫室氣體含量增加會讓大氣變暖。空氣中飽和蒸氣壓隨溫度上升而升高，表示較暖的空氣可包容更多的水蒸氣。因為空氣中能含有更多的水分，蒸發也隨之增強。大氣中水量增加後，降水量也會跟著增加。
克勞修斯-克拉伯龍方程指出當溫度升高1°C時，蒸氣壓將增加7%。在人造衛星、無線電探空儀和地面站提供的對流層水汽測量資料中均可觀察到。 IPCC第五次評估報告的結論是近40年來對流層中水汽已增加3.5%，與氣溫升高0.5°C並行發生。

## 觀察與預測
從20世紀中葉以來，人類活動引起的氣候變化導致全球水循環發生明顯變化。:85在2021年發表的IPCC第六次評估報告預測，在全球和區域之中，這種變化仍繼續會以顯著的方式增長。:85
第六次評估報告還說：陸地降水量自1950年起即開始增加，且從80年代起，增加的速度更快。大氣中的水蒸氣（尤其是在對流層）至少自1980年代起就已開始增加。由於全球地表溫度升高，預計在21世紀內，陸地上的年度降水量將會增加。:85
通過分析海洋表面鹽度和海洋上的“降水減去蒸發 (P–E)”模式，可觀察到人類活動對水循環造成的影響。:85在2012年所發表一項涵蓋1950年至2000年期間有關海洋表層鹽度的研究，已對全球水循環強化的預測加以證實。在此期間，鹹水區域變得鹽度更高，而較淡區域的水中鹽度則變得更低。
氣候變暖讓極端濕潤和非常乾燥的天氣情況變得更加嚴重。大氣環流模式也發生變化，而對這些極端事件發生的區域和頻率產生影響。在世界大部分地區和所有氣候變化情景預測中，水循環變率和伴隨的極端值，相對於平均值，預計將會有更大的差異。:85

### 區域天氣模式變化
由於熱帶海洋變暖，全球各區域的天氣模式也發生變化。近幾十年來，熱帶暖池（又稱印度洋-太平洋暖池）持續迅速變暖，且範圍也在擴大中，主要是因為人類燃燒化石燃料，增加碳排放的結果。暖池面積從1900-1980年的2,200萬平方公里，擴大到1981-2018年的4,000萬平方公里，幾乎擴大一倍。暖池的擴張把馬登-朱利安振盪 (MJO) 的生命週期改變，而讓全球降雨模式受到更動，馬登-朱利安振盪是源自熱帶，地球上最主要的天氣波動模式。

### 循環驟變的可能性
水循環本身的幾個特性有可能會導致水循環的突然變化。所謂”突然變化”是區域性，或是全球性的氣候系統變化，速度快過以前所發生的，表明氣候變化不再依循線性模式進展。由於海洋、大氣和地表之間的非線性相互作用，可能會發生“乾與濕狀態間的快速變動”。
例如，如果真的發生大西洋經向翻轉環流 (AMOC) 崩潰，就會產生巨大的區域性水循環影響。:1148太陽能地球工程（又稱solar radiation modification）的啟動或是終止也會導致水循環突然變化:1148水循環也可能因地表發生變化（如亞馬遜雨林砍伐和逐漸乾燥、撒哈拉沙漠和撒赫爾地區的綠化以及沙塵加劇乾旱，都是可能的肇因）而發生突然的反應。
對水循環發生這種突然變化的可能性，科學上的了解目前並不多。:1149而依據當前的科學知識，人類活動導致這種突然變化的可能性並不能被排除。但目前的看法是這種變化在21世紀發生的可能性仍然很低。:1151

## 測量與建模技術

### 間歇性降水
氣候模型尚無法順利把水循環作模擬。原因之一是降水量很難量化，它本質上是種間歇性發生的現象。:50通常引用的僅為平均數量。人們傾向於使用“降水”一詞，就好像它與“降水量”的意思相同。在描述地球降水模式的變化時，真正重要的並非僅為總量：還與強度（下雨，或是下雪的強度）、頻率（次數）、持續時間（時間長度）和類型（是雨，或是雪）有關:50紐西蘭氣候學家凱文·E.·川伯斯針對降水的特性做研究，發現極端事件的頻率和強度很重要，而這些在氣候模型中很難估算。

### 海洋鹽度變化
由於全球變暖和冰河融化增加，釋放進入海洋的淡水量隨之增加，會改變溫鹽環流模式，海洋鹽度也會隨之改變。溫鹽環流會從海洋深處帶出富含營養的冷水，這是種稱為上升流的過程。
海水由淡水和鹽分組成，海水中鹽分的濃度稱為鹽度。由於鹽不會蒸發，因此降水和蒸發會對鹽度有很大影響。水循環發生變化，會對海洋表面的鹽度產生明顯的影響，這情況自1930年代以來就已為人知。

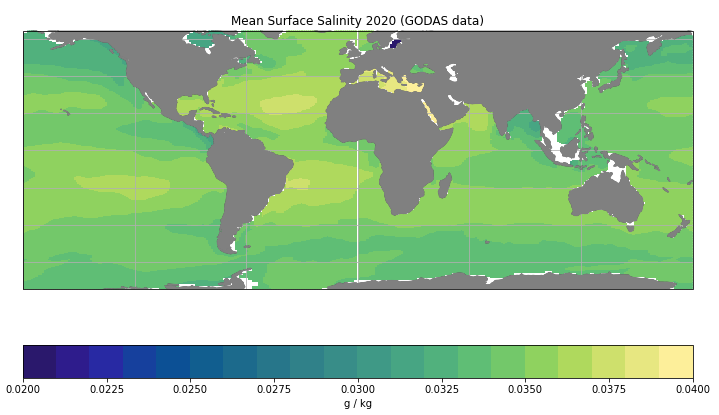
全球海洋表面鹽度型態，與本文另一圖中熱帶因降雨旺盛（而鹽度較低），亞熱帶因蒸發旺盛（而鹽度較高）的情況相對應。本圖由美國國家環境預測中心取得資料匯集而成。該中心網址為：

科學家在過去50年進行測量海洋表面的鹽度已收集有完善的記錄，在2000年代開始實施的Argo計劃，在海中使用無人操作，會自動浮沉的測量儀所取得的詳細資料即為一例。另外是海洋鹽度在漫長時間內屬於穩定，人為強迫引起的微小差異會更易偵測到。海洋鹽度在全球各處分佈不均，有明顯的區域特性。熱帶地區因有較多的降雨，海水的鹽度相對較低。亞熱帶地區因海水蒸發較強，海洋的鹽度會較高，這類地區也被稱為“沙漠緯度”。靠近兩極緯度的海水鹽度較低，這些地區有最低的鹽度，是海水蒸發量低，又有大量海冰融化而造成。
長期的觀測記錄顯示出一種明顯的趨勢：全球鹽度模式正放大中。表示高鹽度地區變得更鹹，而低鹽度地區變得更淡。高鹽度區域主要是由蒸發造成，鹽度增加表明蒸發量更為強化。低鹽度地區的水中鹽分降低，係因當地有更多的降水所造成。這種空間模式與蒸發減去降水的空間模式類似。因此觀察到鹽度模式放大也間接證明水循環在加強之中。
為進一步研究海洋鹽度與水循環之間的關係，模型是重要的研究工具。其中大氣環流模型(General Circulation Models ，GCM) 和最近開發的大氣-海洋環流模型 (Atmosphere-Ocean General Circulation Models ，AOGCM) 用於模擬全球環流和變化（例如水循環的加強）的影響。此類模型產生的多項結果也支持海洋表面鹽度變化與降水減去蒸發模式受到放大之間的關係。
科學家取得高鹽度和低鹽度海洋區域，深度達2,000米的海水鹽度，並發現其間的差異（稱為SC2000度量標準）。從1960年到2017年，觀察到的差異指標已增長5.2%（範圍±0.6%）。但差異趨勢是在加速中，從1960年到1990年增長1.9%（範圍±0.6%），從1991年到2017年的增長則為3.3%（範圍±0.4%）。在海洋表面之下的放大效果較弱。這是因為海洋的表層變暖，下層海水仍維持與較冷氣候均衡的狀態。此情況表示海洋表層的放大效果比舊模型所預測的，有更強的效果。
在2011年6月發射的SAC-D衛星（也稱寶瓶座衛星），其上攜帶有儀器以測量全球海面鹽度。
在1994年至2006年間發射的人造衛星中，觀測到流入全球海洋的淡水流量增加18%，部分原因是海冰融化，部分原因是全球海洋蒸發增加導致降水增加。

#### 水循環變化的鹽度證據
水循環的基本過程是降水和蒸發。局部降水量減去局部蒸發量（通常以P-E表示）可顯示水循環對局部所產生的影響。 P-E程度變化常被用來表示水循環變化。但是關於取得降水量和蒸發量變化的可靠結論卻甚為複雜。大約85%的地球蒸發和78%的降水發生在海洋表面，十分難以測量。而降水只在陸地表面的當地（稱為in-situ（原位））可得長期且準確的觀測記錄。而對於蒸發則根本無長期且準確的觀測記錄。這情況導致無法得到全球自第一次工業革命以來關於此類變化，具有高置信度的結論。IPCC第五次評估報告對某個主題的可用文獻建立概述，然後再依據科學理解為該主題貼上標籤。由於數據不足，他們對1951年之前的降水變化所給的是低置信度，對1951年之後的降水變化則給予中等置信度。而歸因於人類影響所產生的變化，也只有中等置信度。

### 預測極端天氣的對流允許模型
迄今為止，氣候模型中於對流的描述會限制科學家能準確模擬非洲極端天氣的能力，也限制對氣候變化的預測。對流允許模型 (Convection-permitting model，CPM) 能更好模擬撒赫爾地區熱帶對流的晝夜循環、垂直雲結構以及潮濕對流和輻合與土壤水分對流反饋之間的耦合。CPM的優點也在其他地區得到證明，包括對降水結構和極端情況有更實際的描述。涵蓋非洲的對流允許模型（4.5公里網格間距）顯示未來西部和中部非洲雨季中的旱期長度會變長。科學家的結論是隨著對流能提供更準確描述，非洲乾濕兩極的預計變化會更加嚴重。換句話說：“非洲極端天氣的乾與濕兩端將會變得更為嚴峻”。

## 對水資源管理的影響
人類活動引起的水循環變化將增加水文變率，因此會對水利產業和相關投資決策產生深遠影響。這類變化將影響區域、流域以及地方層面的可用水量（水資源）、供水、水需求、水安全和水分配。

## 水安全
本節摘自水安全#Climate change。
氣候變化造成與水相關的影響，會影響到人們日常用水安全，包括：“強降水頻率和強度增加；冰河融化加速；洪水頻率、規模和時點發生變化；一些地方的乾旱更加頻繁和嚴重；地下水儲量下降以及因極端氣候而水質惡化”。:558氣候變化會以各種方式影響到水資源。可用的淡水總量會發生變化，例如因短期乾旱或是長期乾旱所導致。由於氣候變化，水質也變得更差。
全球氣候變化“會同時增加確保水安全的複雜度和成本”。產生新的威脅和調適挑戰。原因是氣候變化導致水文變率和極端事件增加。氣候變化對水循環造成許多影響，產生更多的氣候和水文變異性，而威脅到水安全。:1: vII 水循環變化威脅到現有和未來的水基礎設施。因為水循環的未來變率有太多不確定性，對規劃水利基礎設施的投資而言將更會有困難度，而讓社會更易受到與水有關極端事件的影響，水安全因而被降低。:vII

### 缺水
本節摘自水資源短缺#Climate change。
由於氣候和水文循環之間有密切聯繫，氣候變化會對世界各地的水資源產生重大影響。氣溫升高將增加蒸發，並導致降水量增加，但沉降數量會有區域的差異。在不同的地區和不同時間，會發生更頻繁的乾旱和洪澇，預計在山區內的降雪和融雪會發生劇烈變化。而升高的氣溫也會以人們尚少了解的方式影響到水質，其中包括優氧化加劇。氣候變化也表示對農業灌溉、花園灑水器甚至是游泳池用水的需求會增加。目前已有充分的證據顯示水文變率和氣候變化的增加已經，並會繼續影響全球、區域、流域和地方各級的水文循環、水資源可用性、水資源需求和水資源分配，繼而對水資源部門產生巨大的挑戰。
聯合國農糧組織（FAO）表示世界到2025年將會有19億人生活在絕對缺水的國家或地區內，世界3分之2的人口會有水資源不足的壓力。 世界銀行補充說，氣候變化會深刻改變未來水資源的可用性和使用模式，而增加全球和各依賴水資源部門的用水壓力和不安全程度。 

#### 乾旱
本節摘自氣候變化的影響#Draughts
氣候變化會影響到多種與乾旱相關的因素，例如降水量和降水再次受到蒸發的速度。陸地變暖導致世界大部分地區乾旱的嚴重程度和頻率都在增加。:1057在某些熱帶和亞熱帶地區會因氣候變暖而降雨減少，更有發生乾旱的機會，這些地區包括中美洲、亞馬遜盆地和南美洲西南部、西非和南部非洲，以及地中海和澳大利亞西南部。:1157
較高的氣溫會增加蒸發的速度，結果是土壤逐步乾燥和植物受到更大的壓力，繼而對農業產生影響。因此，即使如中歐和北歐，原本預計整體降雨量會維持相對穩定的地區也會受到這類影響。:1157如果氣候變化未受到減緩，預計全球約有3分之1的陸地面積將會在2100年之前發生乾旱（中度或更嚴重）:1157而這類乾旱會比過去更為嚴重。
由於過去有關乾旱的可用數據有限，通常無法能肯定把特定乾旱歸因為受到人為影響的緣故。但在一些地區，例如地中海和美國加利福尼亞州，已有受到人類活動影響的證據。 由於許多地區的用水需求增加、人口增長、城市蔓延和環境保護工作，人為影響讓情況變得更糟。土地復育，特別是利用混農林業，有助於減少乾旱的影響。

### 洪水
本節摘自氣候變化的影響#Floods
氣候變暖將會產生更多的大雨。當這類洪水在暖化的環境發生時，會更加極端。:1155但降水與洪水間的互動關係複雜。一些地區的洪水預計會減少發生，這取決於幾個因素，例如雨水和融雪的變化，以及土壤的濕度。:1156

### 地下水數量與水質
本節摘自地下水#Climate change。
氣候變化對地下水的影響最為嚴重，因為經增加的蒸發散而會直接強化對灌溉用水的需求。:5世界許多地方的地下水儲量都在下降，原因為有更多的地下水被抽取而用於農業灌溉，特別是在旱地。:1091灌溉用水之會增加，部分原因是由於氣候變化對水循環產生影響，讓缺水問題變得更為嚴重。
氣候變化導致水循環受到影響，進而以多種方式影響到地下水：極端天氣事件會導致地下水儲量下降、地下水補給減少和水質惡化。:558而在熱帶地區，由於強烈的降水和洪水事件，似乎會造成更多的地下水補給。:582
但科學界仍在持續調查氣候變化對地下水的確切影響。:579原因為從地下水監測中取得的科學數據（例如空間和時間的變化、歸納的數據和“地下水補給過程的數據”）仍然不足。:579
氣候變化對地下水儲存會產生不同的影響：預期更強烈（但頻率更少）的大型降雨事件會導致許多環境中的地下水補給增加。:104但更強烈的乾旱期間會導致土壤乾燥及壓實，而讓地表水滲入地下的數量降低。